# X-Terminator
X-Terminator is een computerspel dat werd ontwikkeld door Quantum Design voor de Commodore 64. Het spel werd in 1988 uitgebracht door Novagen Software. Het spel is een multi scrolling Shoot 'em up dat door één persoon gespeeld kan worden. Het spel is in het Engels of Duits.